# چاکرا

یکی از طرحواره‌های پرطرفدار هفت چاکرا از پایین به بالا به شرح زیر است: ۱.چاکرا ریشه ۲.چاکرا خاجی ۳.چاکرا خورشیدی ۴.چاکرا قلب ۵.چاکرا گلو ۶.چاکرا چشم سوم ۷.چاکرا تاجی. رنگ‌ها مدرن هستند.

چاکرا مبحثی شبه علمی است و ریشه در آئین هندوئیسم دارد که به مراکز انرژی در بدن انسان گفته می‌شود و طبق اعتقادات هندوئیسم در بدنِ هر موجود زنده‌ای وجود دارد. چاکراها منابع انرژی بدن، یا به عبارتی جریان‌های انرژی برای حیات است.
سیستم مدرن چاکرای غربی از منابع متعددی برخاسته است، که در دهه ۱۸۸۰ با هلنا بلاواتسکی و دیگر تئوسوفیست‌ها شروع شد، پس از آن کتاب «قدرت مار» اثر سر جان وودروف در سال ۱۹۱۹ و کتاب «چاکراها» اثر چارلز وبستر لیدبیتر در سال ۱۹۲۷ نمونه‌هایی از این منابع هستند. ویژگی‌های روان‌شناختی و طیف گسترده‌ای از مطابقت‌های فرضی با سیستم‌های دیگر مانند کیمیاگری، طالع بینی، هومیوپاتی، کابالا و تاروت بعداً اضافه شدند.

## واژه‌شناسی
چاکرا کلمه‌ای سانسکریت به معنای چرخ انرژی است.در بدن انرژیکی انسان ۷۲/۰۰۰ کانال انرژی یا مریدین وجود دارد که تقاطع بیست و چهار مریدین در نقطه ای خاص تشکیل چاکرای اصلی رامیدهند .اگر چهارده یا دوازده نادی یا کانال انرژی همدیگر را قطع کنند چاکرای فرعی تشکیل میشوند...

## عناصر چاکراها
عناصر چاکراها از پایین به بالا : چاکرای مولادهارا عنصر زمین (پریت وی) ، چاکرای سوادهیستانا عنصرآب (آپاس) ، چاکرای مانی پورا عنصرآتش ( آگنی ) ، چاکرای آناهاتا عنصر هوا ( وایو ) ، چاکرای ویشودهی عنصر اتر (آکاشا)..فرشید یزدانی ... 

## چاکراهای اصلی
معتقدان به هندوئیسم و مدعیان متافیزیک معتقدند ۷ چاکرای اصلی در بدن وجود دارد و هر چاکرا ارگان‌هایی را کنترل می‌کند و طبعاً مسئول انجام وظایفی است.
این هفت چاکرا، پنج چاکرای کاشترام (المثنی)در پشت خود دارند .چاکرای ریشه و تاجی تک چاکرا هستند و خاجی،خورشیدی، قلب ،گلو و چشم سوم یک المثنی در پشت خود دارند که کار آنها پاکسازی بیوپلاسماهای مرده در چاکراها و دفع انرژی‌های منفیست. 
چاکراهای اصلی به ترتیب شامل:
1. چاکرای ریشه (مولادهارا)
2. چاکرای خاجی (سوادهیستانا)
3. چاکرای خورشیدی (مانی پورا)
4. چاکرای قلب (آناهاتا)
5. چاکرای گلو (وبشودهی)
6. چاکرای چشم سوم (آجنا)
7. چاکرای تاج (ساهاسرارا)

### ۴ حالت اصلی چاکراها
- چرخش طبیعی
- چرخش با کم‌کاری
- چرخش با پرکاری
- چرخش با هرج و مرج

## چاکراهای فرعی
قطر چاکراهای فرعی یک تا دو اینچ است و چاکراهای بسیار کوچک، بخش‌های کم‌اهمیت تر کالبد جسمانی را کنترل کرده و به آن‌ها انرژی می‌دهند. چاکراها در داخل کالبد فیزیکی نفوذ می‌کنند و در ورای آن نیز امتداد می‌یابند.

## چاکرای اول
چاکرای ریشه به هندی مولادهارا(فرکانس:  396hz) محل ورود پرانا یا انرژی حیاتی است. طیف رنگیِ مربوط به این چاکرا قرمز است که نشانه زندگی، قدرت و نیروی جسمانی است.

چاکرای نخست یا چاکرای ریشه

## چاکرای دوم
چاکرای خاجی یا مرکز کلیه -سواد هیستانا (Sacral chakra – Swadhisthana) (فرکانس: 417hz) در قسمت پایین شکم قرار گرفته‌است. طیف رنگی مربوط به این چاکرا نارنجی می‌باشد. نارنجی علامت انرژی است. این رنگ قدرت ارتباطی، دفع خشم و کنترل بر خویشتن را متعادل می‌کند و مسائل مربوط به هضم غذا و گردش خون را منظم می‌سازد.

چاکرای دوم: چاکرای خاجی یا مرکز کلیه

## چاکرای سوم

چاکرای سوم: چاکرای شبکه خورشیدی یا چاکرای شبکه عصبی زیر معده

چاکرای شبکه خورشیدی یا چاکرای شبکه عصبی زیر معده -مانی پورا (Solar plexus chakra – Manipura/Nabhi) (فرکانس: 528hz) با طیف رنگی زرد و زرد طلایی است که نشانه عقل، هوش و ذهنیت است. این چاکرا بالاتر از ناف قرار گرفته‌است. رنگ زرد تأثیر مثبتی روی کبد، طحال، کیسه صفرا و اعصاب دارد و قدرت درمانی برای بیماری دیابت و یبوست دارد و کنترل‌کننده چاقی است.

## چاکرای چهارم

چاکرای چهارم: چاکرای قلب یا عشق الهی

چاکرای قلب یا عشق الهی به انگلیسی آناهاتا (Heart chakra – Anahata) (فرکانس: 639hz) که در وسط جناغ سینه و بالای قلب قرار دارد. طیف رنگی مربوط به این چاکرا سبز است.

## چاکرای پنجم

چاکرای پنجم: چاکرای گلو یا حلق

چاکرای گلو یا حلق -ویشودها (Throat chakra- Vishuddha - Vishuddhi) (فرکانس: 741hz) که روی حلق قرار گرفته‌است. طیف رنگی مربوط به این چاکرا آبی است که علامت جاودانگی، اخلاص و الهام است. این رنگ روی بیماری‌های گرفتگی گلو و ناراحتی‌های عصبی تأثیرگذار است.

## چاکرای ششم

چاکرای ششم: چاکرای پیشانی یا چشم سوم

چاکرای چشم سوم (به هندی آجنا) (فرکانس: 852hz) دید بیرونی و درونی ماورا است. این رنگ برای آرامش و درمان بیماری‌های ذهنی مفید است. رنگ نیلی آگاهی را بالا می‌برد و برای زنده کردن خاطرات فراموش شده مفید است.

## چاکرای هفتم

چاکرای تاج سر یا ساهاسرارا (Crown chakra – Sahasrara) (فرکانس: 963hz) که در قسمت میانی بالای سر قرار دارد. طیف رنگی مربوط به این چاکرا بنفش است. این رنگ برای بیماری‌های ذهنی مناسب است و خواب را تنظیم می‌کند.

## تست چاکرا ها
تست چاکراها یک روش سریع است که می توانیم از وضعیت 7 چاکرای بالایی اطلاع کسب کنیم. با استفاده از عکس برداری کریلین یا دستگاه AVS می توانیم اطلاعات کسب کنیم. تست چاکراها با استفاده از روش های روانشناسی تهیه شده اند. 